# De verjaardag
De verjaardag is een hoorspel van Gabriele Wohmann. Der Geburtstag werd op 30 juni 1971 door de Westdeutscher Rundfunk uitgezonden. Paul Vroom vertaalde het en de KRO zond het uit in het programma Dinsdagavondtheater op dinsdag 5 december 1972. De regisseur was Léon Povel. De uitzending duurde 70 minuten (inclusief het uitvoerige vraaggesprek tussen Povel en Wohmann).

## Rolbezetting
- Willy Brill (de jarige)
- Broes Hartman (de goedbedoelende)
- Huib Orizand (de tweede goedbedoelende)
- Dolf de Vries (de deskundige)
- Ingeborg Uyt den Boogaard, Tine Medema, Maria Lindes & Nel Snel (de moe-partij)

## Inhoud
Wohmann zegt: "Alle goedbedoelenden bedoelen het goed. Allen vangen altijd dadelijk aan het goed te bedoelen als iemand niet meer in hun ordening past. De goedbedoelenden omringen dus nauwgezet en breedsprakig een zieke, een jarige, iemand die zich uit de gescleroseerde voorgeschreven sociale communicatie teruggetrokken heeft in zijn mooiere psychose, in zijn lastiger verslaafdheid, in zijn ingewikkelder beter waansysteem. Het wordt gevaarlijk. De grens tussen normaal en - ja wat dan? abnormaal? - komt in zicht. De goedbedoelenden valt niets beter in dan op te dringen in de richting van aanpassing en norm. Ze hebben angst voor de negativistische scepsis, voor de rondvragerij, voor de grens, voor de mogelijke dwaling, voor de hele dreigende kritische waarneming van het bestaan, en ze hebben angst voor de angst, ze hebben angst voor deze afvalligen, ze moeten er op los praten, ze moeten terug- en terechtbrengen. Wees alstublieft normaal. Houd alstublieft bijvoorbeeld van kinderen, zoals het overwegende deel van onze bevolking. Zeg alstublieft toch ja tegen de stompzinnige en noodzakelijkerwijze ook brutale opvoedingsmethoden, die we moeten gebruiken opdat het normale zou kunnen voortduren. Zeg alstublieft ja tegen het mechanisme van een verjaardag. Wijs dus alstublieft de aanblik van een cretin af. Je mag weliswaar medelijden hebben, maar... Alstublieft, terug dus met jou in de mooie gemeenschappelijke wereld van de zogenaamde normalen. Anders leef je helemaal niet. Anders ben je ons altijd voor in de doodsverwachting en blijf je steeds achter ons."